# 臨空門大廈
臨空門大廈（日语： Rinkū Getotawa biru），位於日本大阪府泉佐野市臨空鎮、關西國際機場聯絡橋旁邊，高256.1米，地上56層、地下2層，為日本第五高樓、關西地方第二高樓。

## 主要設施、承租人
- STAR GATE關西機場飯店（日语：スターゲイトホテル関西エアポート）
- 世界旅遊組織（WTO）亞洲太平洋中心 亞洲太平洋事務所
- 亞洲太平洋觀光交流中心（APTEC）
- 大阪臨空國際會議場
- NHK臨空文化中心（日语：NHK文化センター）
- 大阪府護照中心臨空鎮分室 （页面存档备份，存于）
- Central Sports（日语：セントラルスポーツ）健身俱樂部
- 本家贊岐屋（日语：本家さぬきや）
- 義大利航空日本分公司
- 中國國際技術智力合作公司（上海）日本分公司

## 交通方式
- JR西日本關西機場線、南海電氣鐵道機場線共用的「臨空鎮站」直通

## 外部參考
- りんくうゲートタワービル （页面存档备份，存于）
- スターゲイトホテル関西エアポート （页面存档备份，存于）
- 大林組 竣工作品 - りんくうゲートタワービル
- 村本建設 - 技術情報 - 工事作品集 - りんくうゲートタワービル （页面存档备份，存于）